# Maison-Roland Churchyard
Maison-Roland Churchyard is een begraafplaats gelegen in de Franse plaats Maison-Roland (Somme). De militaire graven worden onderhouden door de Commonwealth War Graves Commission.
De begraafplaats telt 4 geïdentificeerde Gemenebest graven uit de Eerste Wereldoorlog.